# ニッコロ3世・デステ
ニッコロ3世・デステ（Niccolò III d'Este, 1383年11月9日 - 1441年12月26日）は、15世紀前半のイタリア貴族、モデナ＝レッジョ侯、フェラーラ侯。アルベルト・デステの息子。

## 生涯
最初の妻はパドヴァ領主フランチェスコ2世・ダ・カッラーラの娘ジリオラであったが、彼女は当時の年代記作者が一致して書いているほど醜く性格もひねくれていた。無論ニッコロはそんな彼女に魅力を感じるはずもなく、国内外に無数とも言えるほどの愛人を作った。その中でとりわけ彼が愛したのは、シエナの豪族の娘ステッラ・トロメイであった。ステッラは3人の息子を産んだが、ふとした病がもとで若くして亡くなる。そして35歳でチェゼーナの領主の娘パリシーナ・マラテスタと再婚するが、今度は彼女がステッラとの間に生まれ、伯爵の位を与え跡継ぎに指名していた長男ウーゴ・デステと姦通してしまう。ニッコロ3世は彼らを斬首刑に処した。その後ほどなくして3度目の結婚をするが、その妻もパリシーナの亡霊に悩まされた挙句首吊り自殺したといわれている。

## 子女
愛妾ステッラ・トロメイとの間に3男がいる。
- ウーゴ（1405年 - 1425年）
- レオネッロ（1407年 - 1450年） - フェラーラ侯、1.マルゲリータ・ゴンザーガと結婚、2.マリア・ダラゴーナ（アルフォンソ5世庶子）と結婚
- ボルソ（1413年 - 1471年） - 初代フェラーラ公

3度目の妻のリッチャルダ・ダ・サルッツォ（サルッツォ侯トンマーゾ3世の娘）との間に2男がいる。
- エルコレ1世（1431年 - 1505年） - 第2代フェラーラ公
- シジスモンド（1433年 - 1507年）